# Tanezrouftpiste

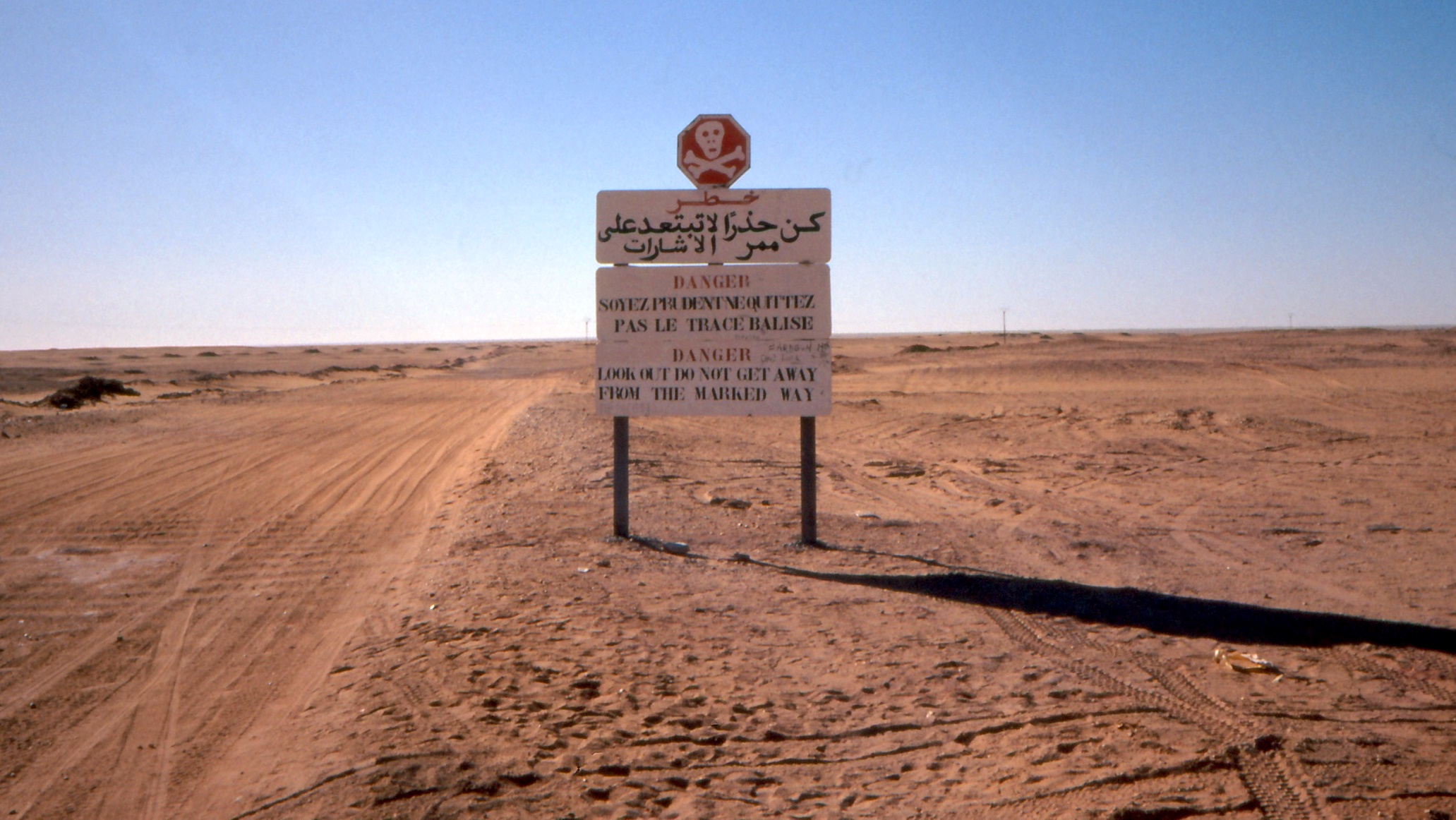
Warnschild am Beginn der Tanezrouft-Piste in Algerien

Die Tanezrouftpiste ist eine Nord-Süd-Route für Fahrzeuge durch das weitgehend ebene und unbewohnte Tanezrouftgebiet der Zentralsahara.

## Lage und Zustand
Die Tanezrouftpiste verbindet Reggane in Algerien mit Gao in Mali und verläuft über 1.337 km durch die Tanezrouft-Wüste. Die Strecke war lange Zeit unbefestigt und über weite Strecken nur schwach markiert. Die Versorgung mit Treibstoff war auf der gesamten Strecke und selbst in den wenigen Oasen unsicher. Mittlerweile ist die Strecke bis zum algerischen Grenzort asphaltiert.
Innerhalb Algeriens verläuft die Tanezrouftpiste entlang der Nationalstraße 6. Dort sind zur Streckenmarkierung im Abstand von 5 km sogenannte Balises solaires aufgebaut. Dabei handelt es sich um Signalmasten, die über mit Solarzellen betriebene Lampen verfügen und für die Orientierung nachts blinken.
In Mali verläuft die Tanezrouftpiste als unbefestigte Nationalstraße RN19 bzw. RN18. Zwischen Tessalit und Gao ist sie während der Regenzeit von Juni bis September sehr schwierig zu befahren.

## Geschichte

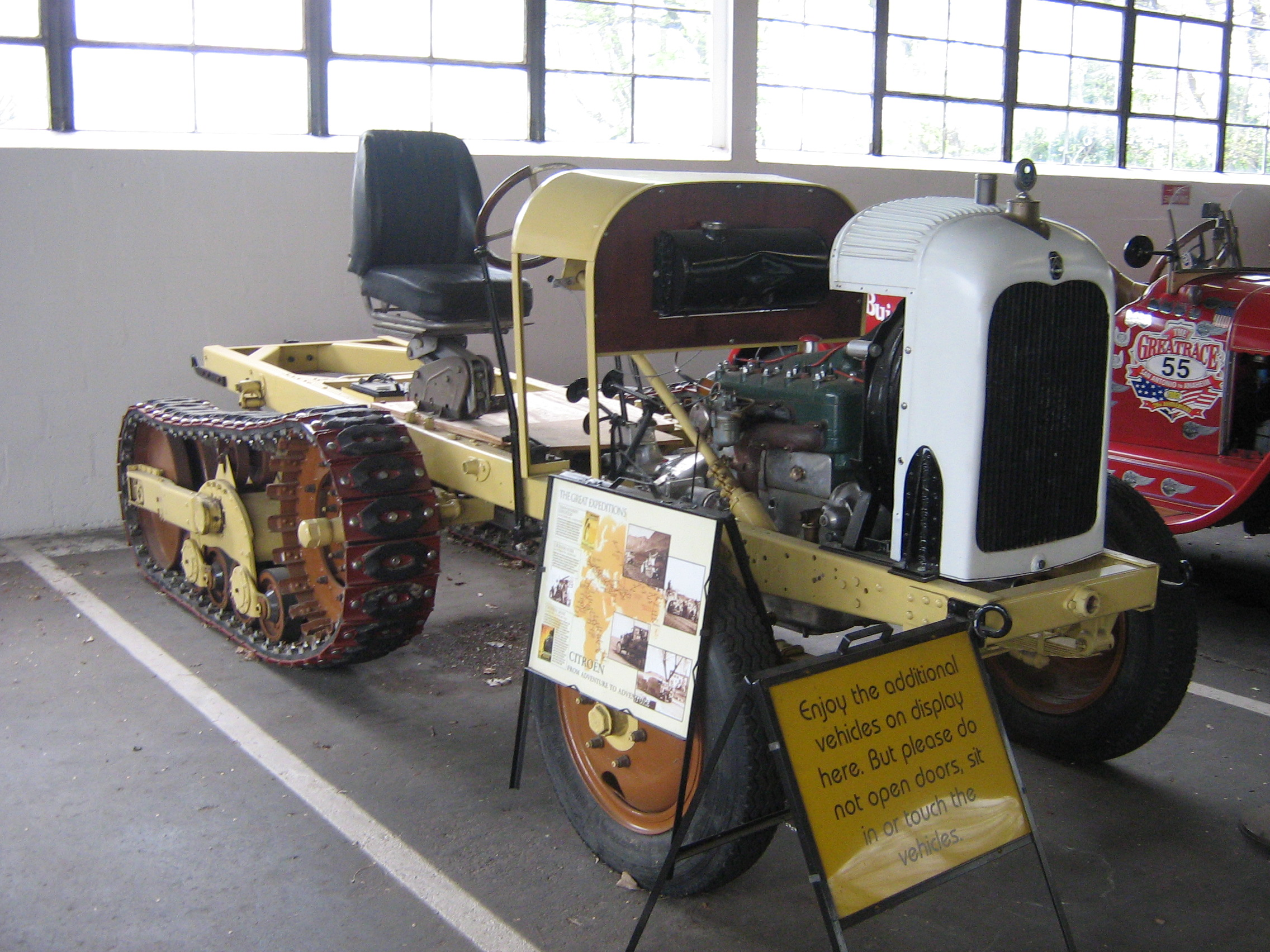
Citroën Halbkettenfahrzeug (Autochenille) von 1924

Schon im Mittelalter wurde die Tanezrouft von Kamelkarawanen für den Transsaharahandel durchquert. Die Stadt Timbuktu südlich der Tanezrouft war damals das wichtigste Handelszentrum in der Sahelzone.
Im 19. Jahrhundert gab es den Plan, eine Eisenbahnstrecke – die Transsaharabahn – von Bechar im Norden Algeriens nach Ouagadougou in Burkina Faso zu bauen. Dieser Plan wurde jedoch nie verwirklicht.
Der französische Offizier Maurice Cortier durchquerte 1913 als erster Europäer die Tanezrouft mit Kamelen.
Mit Automobilen wurde die Sahara erstmals im Jahr 1922 im Rahmen der von André Citroën initiierten Expedition La traversée du Sahara durchquert, allerdings auf einer östlich der Tanezrouft gelegenen Route im Hoggargebiet. Zwei Jahre später wurde in einer weiteren, längeren Expedition – der Croisière Noire – die Sahara über die Tanezrouft von Adrar bis Gao durchquert. Beide Expeditionen nutzten Halbkettenfahrzeuge Typ B2 10HP (Kégresse) der Marke Citroën.
Im Jahr 1936 durchquerte der Saharaforscher Théodore Monod die Tanezrouft erstmals zu Fuß.
Bis zum Beginn der Tuareg-Revolte Anfang der neunziger Jahre war die Tanezrouftpiste für Touristen eine beliebte Route zur Durchquerung der Sahara. Unter anderem wurde die Route genutzt, um Gebrauchtwagen aus Europa nach Westafrika zu überführen und dort zu verkaufen. Besonders gefragt waren dafür Fahrzeuge französischer Hersteller, insbesondere die Modelle 404 und 504 der Marke Peugeot.

## Aktuelle Situation
Wegen der anhaltenden Konflikte in Nordmali ist die Grenze zwischen Algerien und Mali geschlossen und die Tanezrouftpiste für Touristen zumindest im Grenzgebiet nicht mehr zugänglich.

## Zubringerstraßen
Die Tanezrouftpiste hat folgende Zubringerstraßen:
- Von Norden: Nationalstraße N6 von Oran in Algerien.
- Von Nordosten: Nationalstraße N51 von El Meniaa in Algerien.
- Von Osten: Piste von Tamanrasset
- Von Südwesten: Route National RN15 von Mopti in Mali.
- Von Südosten: Route National RN17 in Mali und Nationalstraße N1 von Niamey in Niger

## Routenverlauf

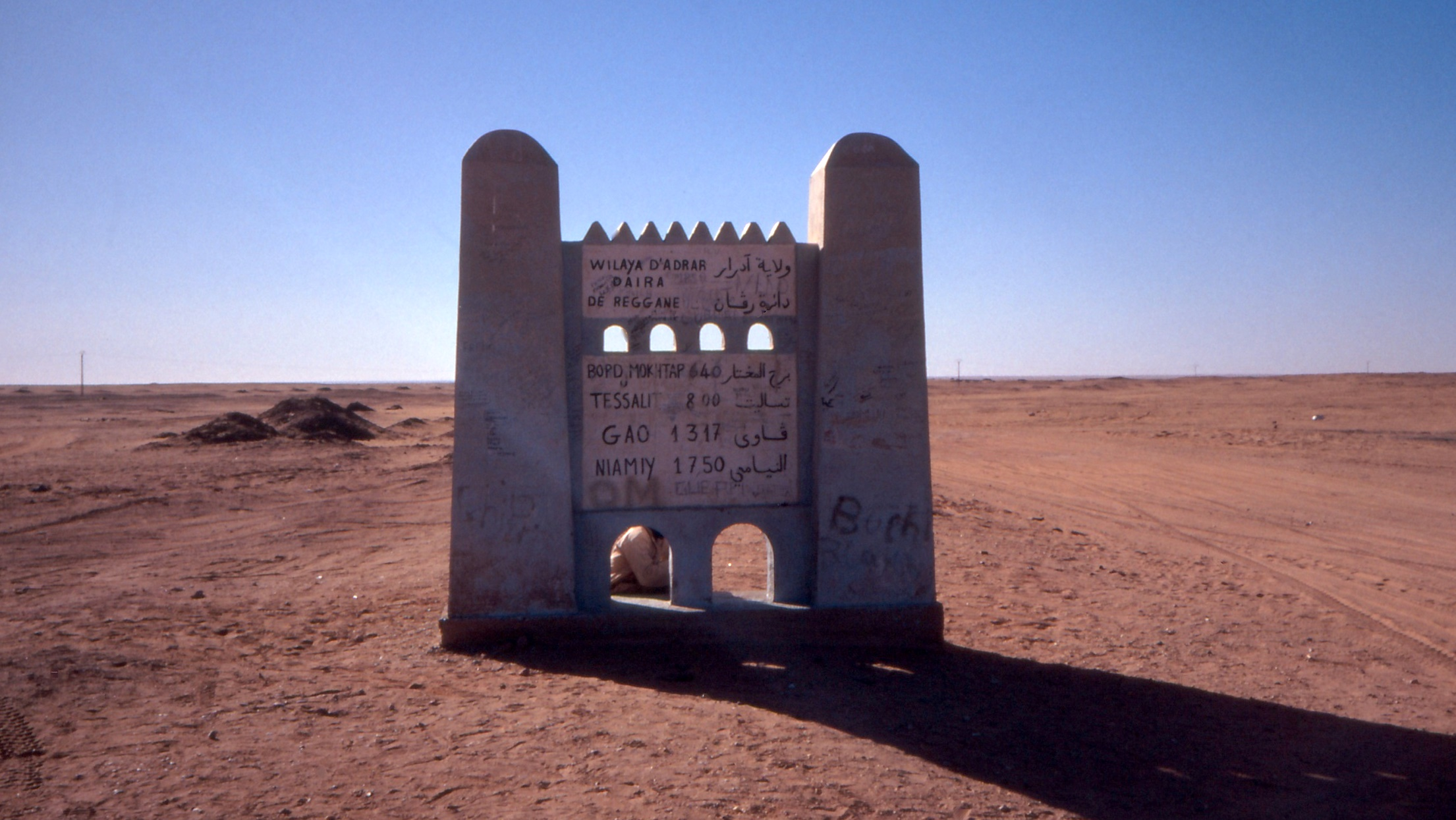
Beginn der Tanezrouftpiste südlich von Reggane (1990)

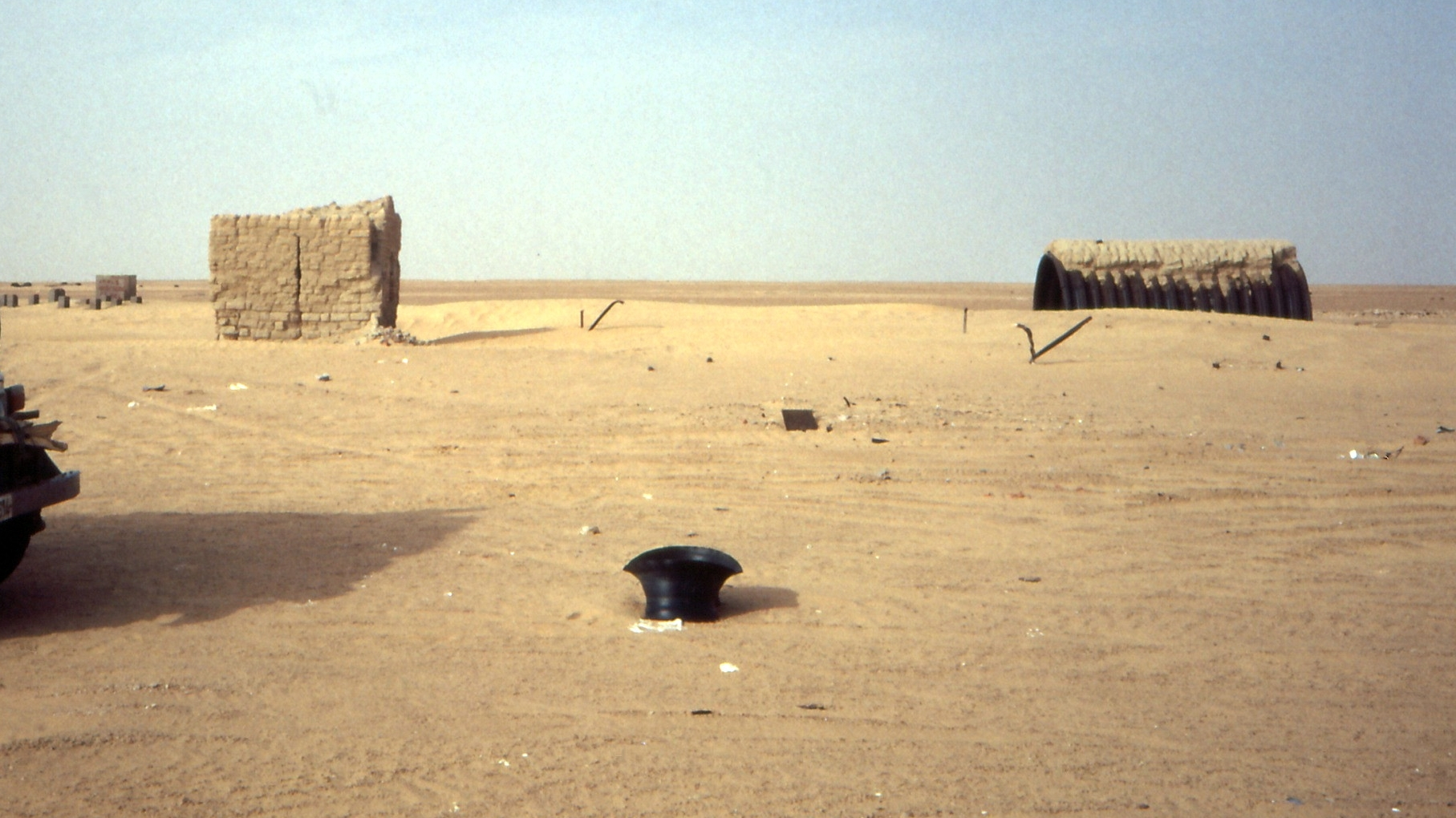
Poste Weygand (1990)

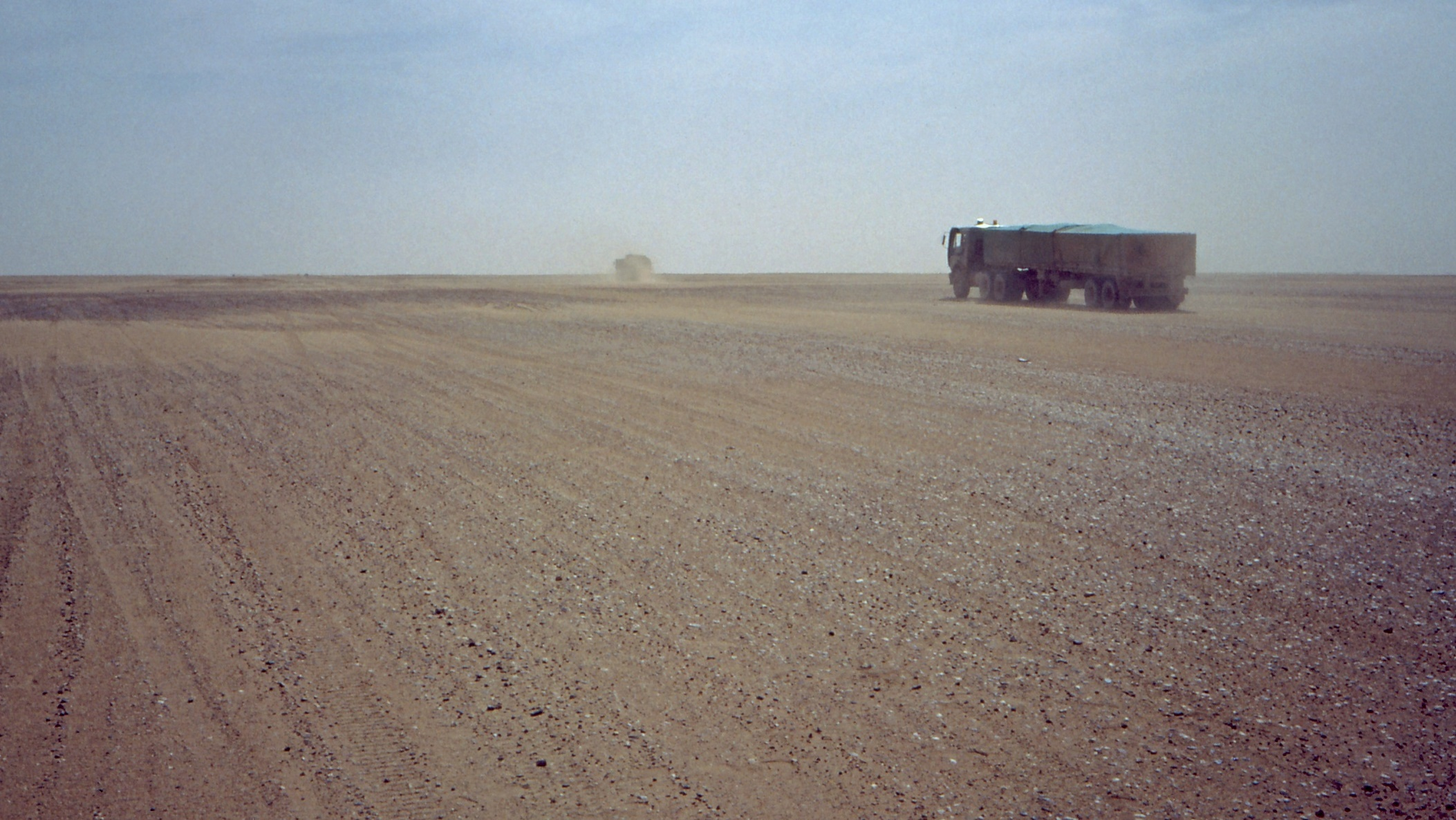
LKWs auf der Tanezrouftpiste nördlich des Grenzorts Bordj Mokhtar

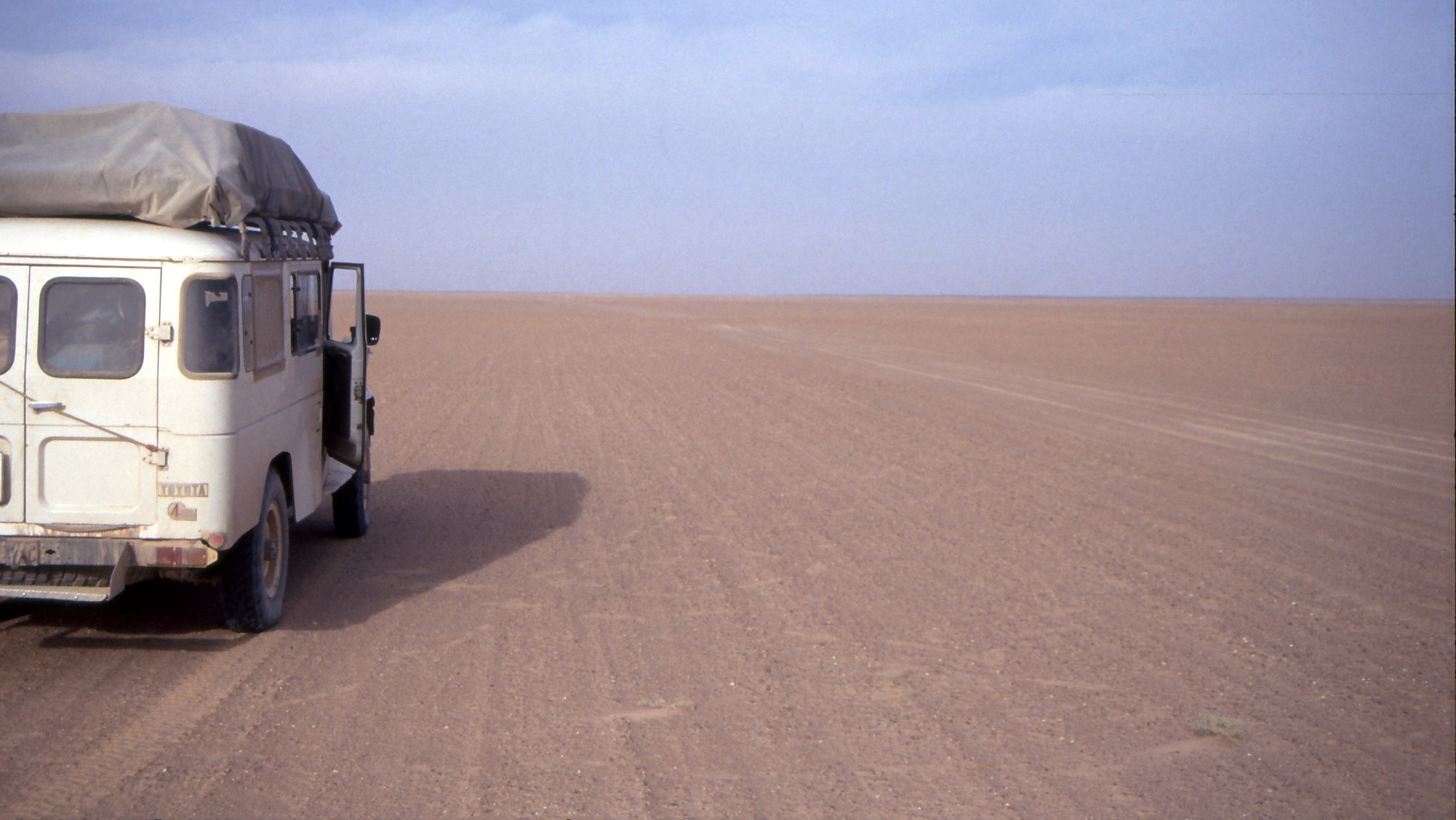
Tanezrouftpiste in Mali

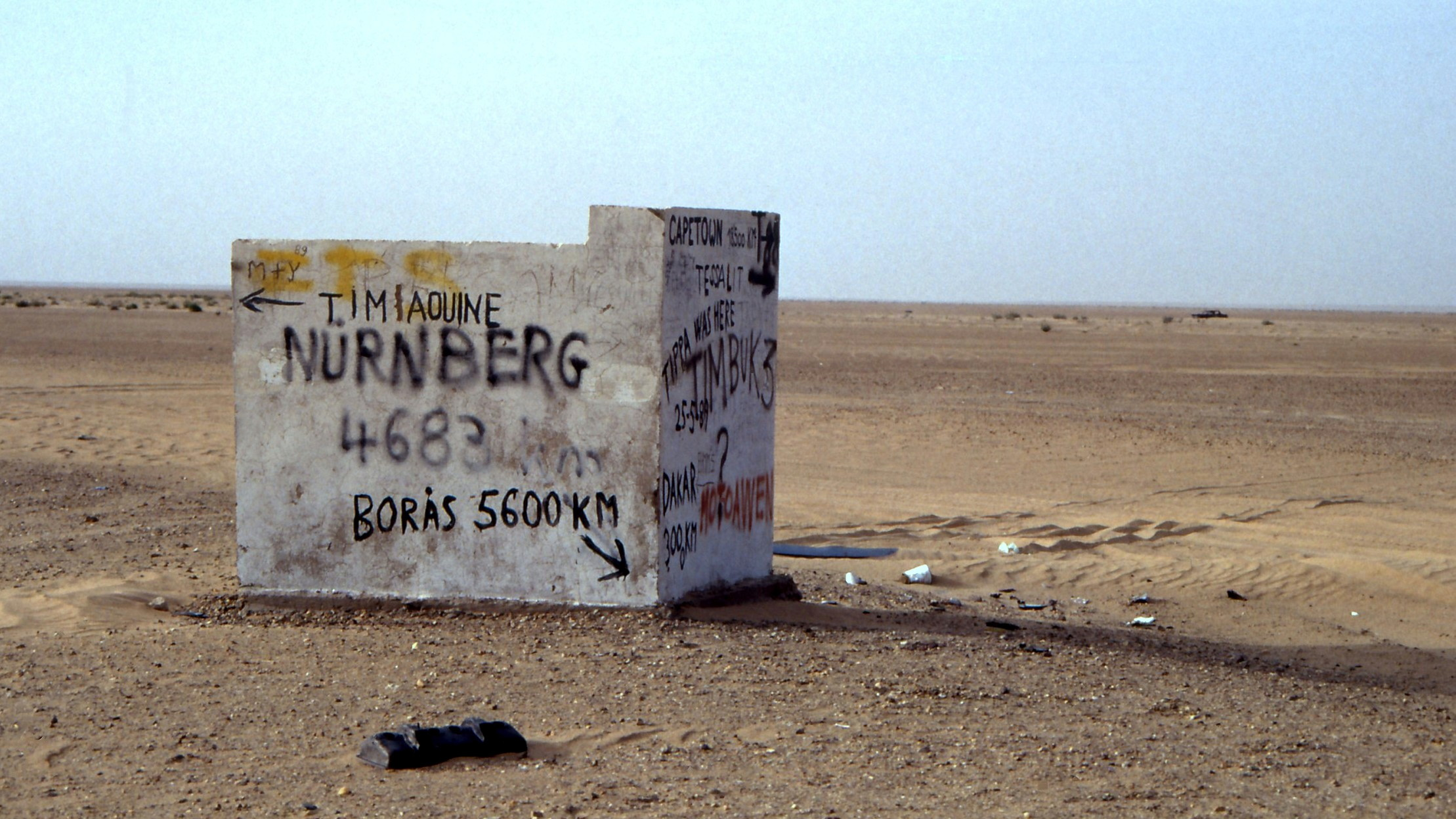
Wegweiser an der Tanezrouftpiste in Mali

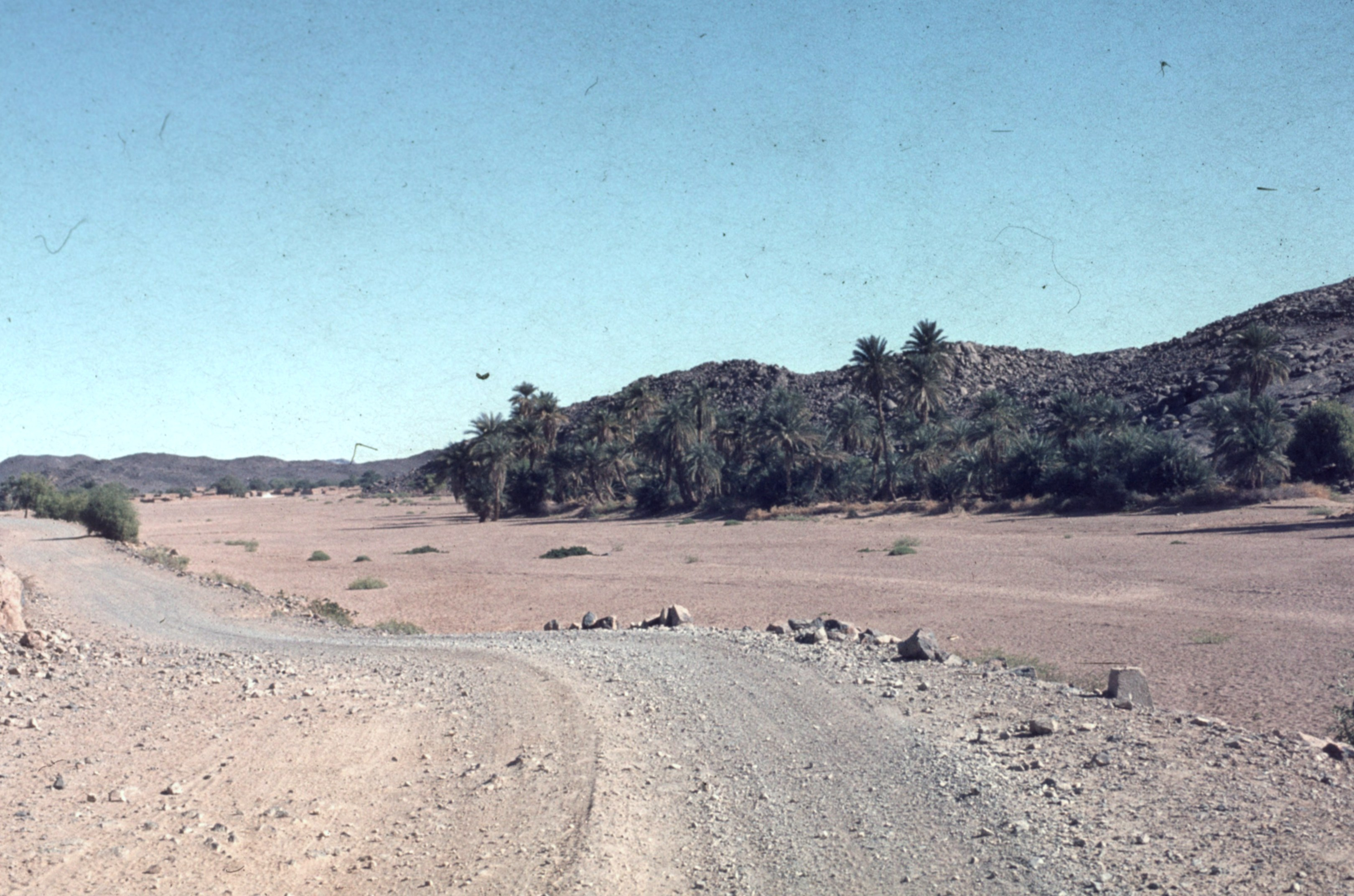
Piste und Oase südlich von Tessalit (1982)

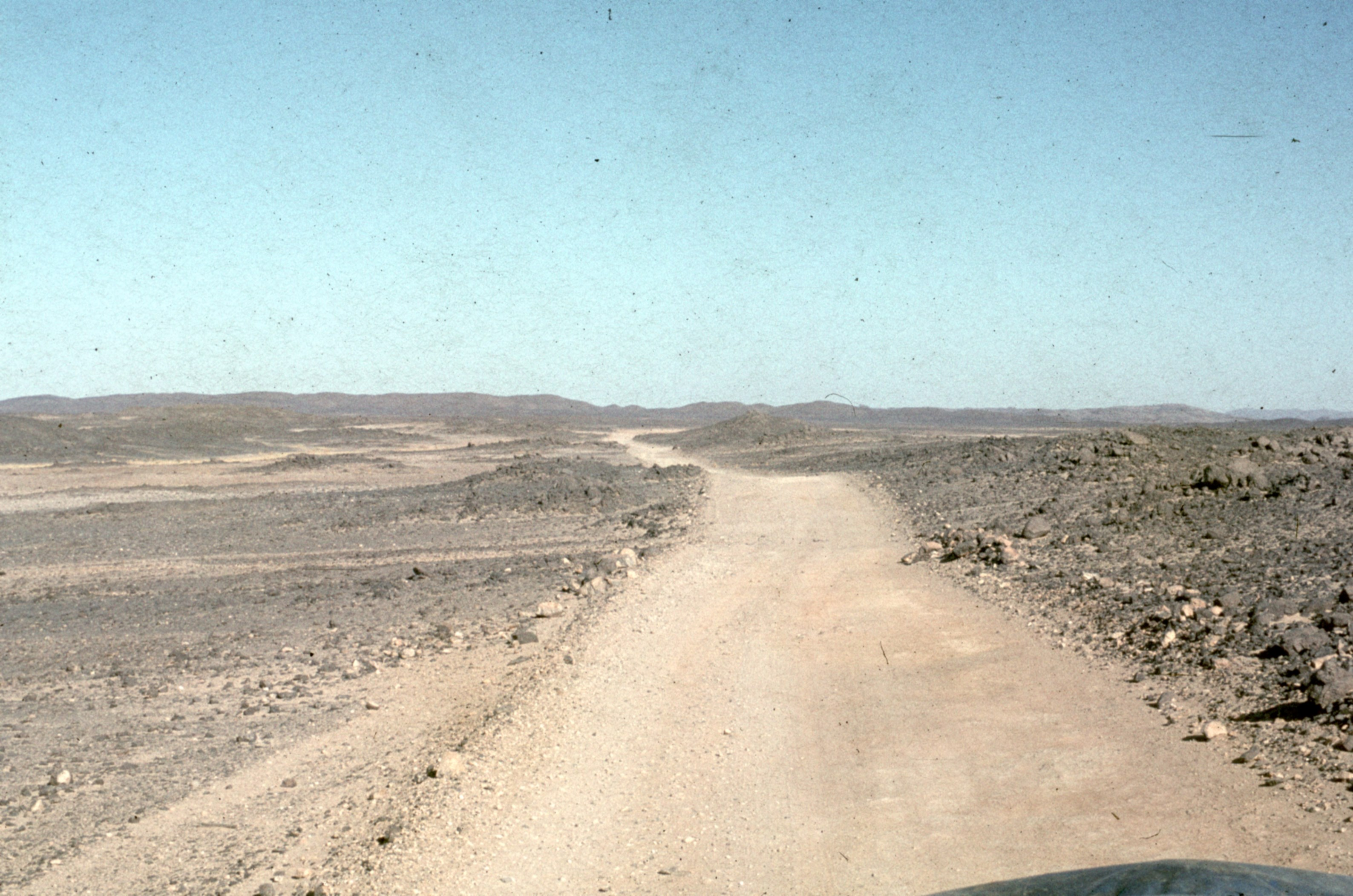
Piste zwischen Tessalit und Gao (1982)

### Reggane bis Bordj Badji Mokhtar (660km)
- Am südlichen Stadtrand von Reggane beginnt die Tanezrouftpiste. Dies ist mit einem Steinmonument 26° 42′ 28,2″ N, 0° 10′ 29,4″ O markiert.
- Das Motel Agoudil 25° 1′ 45,5″ N, 0° 35′ 3,6″ O wird bei Kilometer 200 erreicht.
- Poste Weygand 24° 34′ 6,5″ N, 0° 44′ 17,2″ O bei Kilometer 250 ist ein seit 1960 verlassener Stützpunkt der Franzosen.
- Der Wendekreis des Krebses wird bei Kilometer 400 passiert und ist mit einer Metalltafel markiert.
- Bidon V (Poste Cortier) 22° 19′ 14,8″ N, 1° 7′ 3,6″ O bei Kilometer 530 ist ein ehemaliger französischer Stützpunkt. 1935 wurde hier ein circa 30 m hoher Funk- und Leuchtturm in Form eines Stahlgittermastes errichtet. Der Name (französisch für "Fass 5") nimmt Bezug auf die im Jahre 1923 im Abstand von 100 km zur Streckenmarkierung aufgestellten und durchnummerierten leeren Fässer.
- Der algerische Grenzort Bordj Badji Mokhtar (früher auch Bordj Perez und Bordj Le Prieur) 21° 19′ 57,6″ N, 0° 57′ 12″ O wird bei Kilometer 650 erreicht. Bordj bezeichnet in Algerien ein kleines Fort.

### Bordj Badji Mokhtar bis Tessalit (160km)
- Von Bordj Badji Mokhtar bis zur Staatsgrenze (49 km) ist die Tanezrouftpiste alle 10 km mit Steinpyramiden markiert. Es beginnt die Sahelzone. Eine Blechtafel markiert die Staatsgrenze zwischen Algerien und Mali.
- Bei Kilometer 733 zweigt eine Piste nach Osten Richtung Timiaouine ab.
- Bei Kilometer 774 biegt eine Piste nach Osten Richtung Timiaouine und Tamanrasset ab. Dieser Abzweig ist durch ein Blechschild markiert.
- Der malische Grenzort Tessalit 20° 12′ 5″ N, 1° 0′ 49″ O wird bei Kilometer 780 erreicht.

### Tessalit bis Gao (517km)
- Das Dorf Aguelhok befindet sich bei Kilometer 875 19° 28′ 0″ N, 0° 51′ 0″ O. Ungefähr 1 km südlich zweigt eine Piste nach Osten Richtung Kidal ab.
- Bei Kilometer 978 beginnt der Aufstieg zur Macouba-Ebene.
- Der kleine Ort Anéfis (auch Anefis In Daran oder In Daran) 18° 2′ 24″ N, 0° 36′ 4″ O befindet sich bei Kilometer 1068.
- Das Dorf Tabankort 17° 50′ 54″ N, 0° 19′ 18″ O befindet sich bei Kilometer 1110. Weitere Orte in Richtung Süden sind Agamor und das am linken Ufer des Niger liegende Bourem 16° 57′ 10″ N, 0° 21′ 10″ W.
- Südlich von Bourem verläuft die Tanezrouftpiste am Ufer des Niger entlang bis nach Gao 16° 16′ 0″ N, 0° 3′ 0″ W. Hier endet die Tanezrouftpiste bei Kilometer 1337.